# Santiago Aguilera
Santiago Aguilera Sabine (Valladolid, 22 de enero de 1969) es un deportista español que compitió en voleibol, en la modalidad de playa, haciendo pareja con José Javier Yuste (1992) y Javier Bosma (1993–1994).
Ganó una medalla de plata en el Campeonato Europeo de Vóley Playa de 1994, en el torneo masculino.

## Palmarés internacional
| Campeonato Europeo | Campeonato Europeo | Campeonato Europeo | Campeonato Europeo |
| Año                | Lugar              | Medalla            | Pareja             |
| ------------------ | ------------------ | ------------------ | ------------------ |
| 1994               | Almería (España)   | Medalla de plata   | Javier Bosma       |